# 석유 생산 정점

1956년에 킹 허버트가 제안한 로지스틱 분포 모양의 생산 곡선

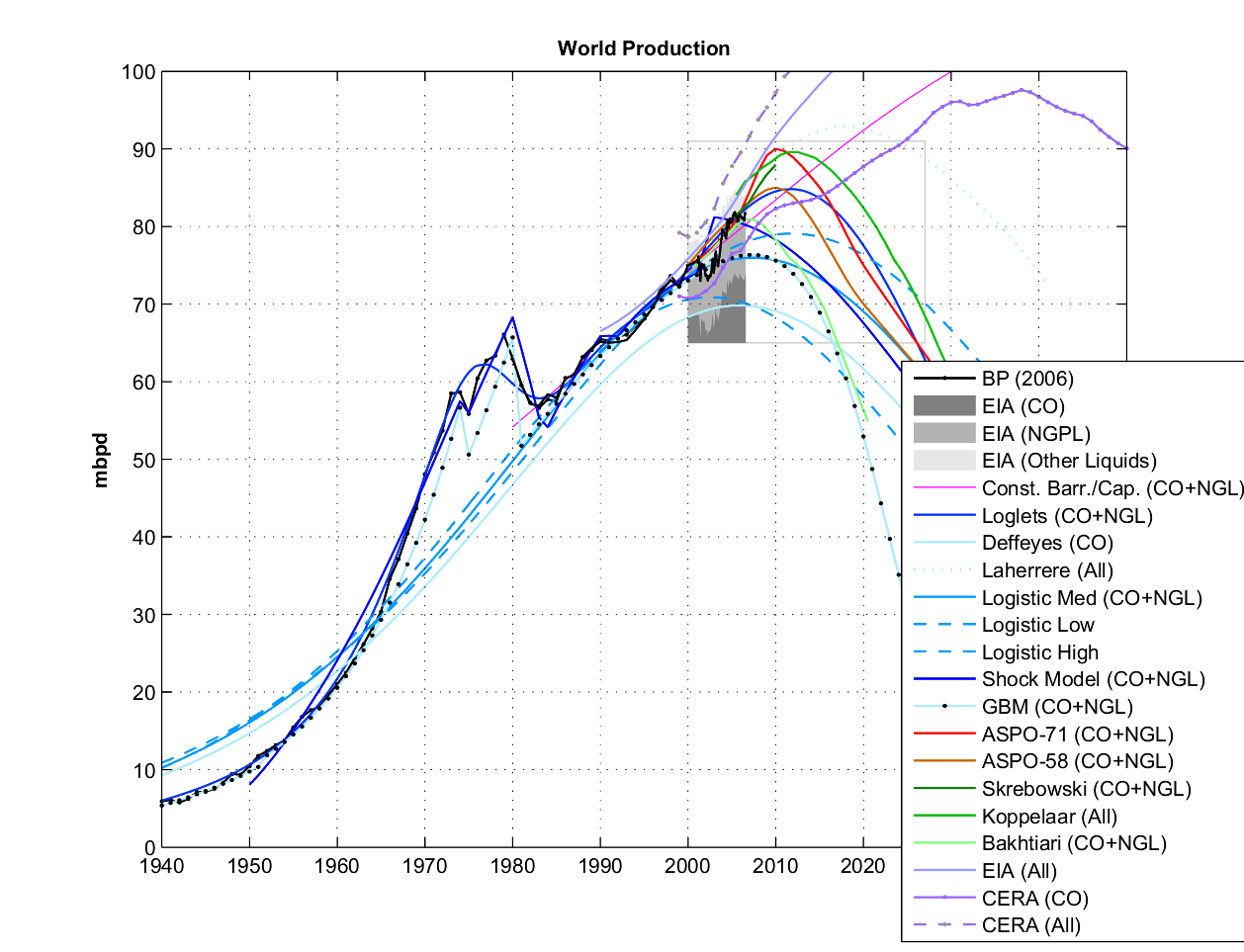
위 그림은 석유 생산 정점 시나리오 그래프로, 석유 및 가스 생산 정점 연구회(Association for the Study of Peak Oil and Gas, ASPO) 및 다른 자원 고갈에 관한 연구 결과들을 종합해 보여주고 있다.

석유 생산 정점(영어: Peak Oil)은 국제 석유 추출 속도가 최대에 이르러서, 그 이후부터는 생산 속도가 줄어들기만 하는 시점을 말한다. 보통 언론에서는 피크오일이라고 부른다.
이 개념은 각 유정 및 관련된 유전에서의 석유 생산 속도를 관측한 결과를 토대로 만들어졌다. 유정이 석유를 생산해내는 속도는 지수적으로 급격하게 증가하다 정점을 지나 유전이 고갈될 때까지 급격히 감소하게 된다. 따라서 석유의 수요는 여전히 많은데, 공급은 매우 부족해져서, 유가가 폭등하거나, 석유분쟁이 발생하는 등 전 세계적으로 매우 심각한 에너지난이 생긴다는 이론이다.
피크오일은 허버트 곡선에서 나왔고, 한 국가의 국내 생산 속도 및 전 세계의 생산 속도에 적용 가능한 것으로 나타났다. 피크오일은 석유 고갈과 혼동되곤 하지만, 두 개념은 서로 다른 것이다. 석유 생산 정점은 최대 생산 시점이고, 석유 고갈은 석유 저장량 및 공급량이 없어지는 시점을 말한다. 전 세계에 석유가 단 한방울도 없는 시점을 말한다. 그러나 피크오일을 보통 석유고갈론이라고 부른다.
킹 허버트는 1965년과 1970년 사이의 미국 석유 생산량을 추정하고자 1956년에 처음으로 이 모델을 고안해냈다. 지금은 허버트 정점 이론이라 불리는 허버트의 로지스틱 모델과 그 변형 모델은 유정과 유전, 유전 지역, 국가의 석유 생산 정점 및 하강 시점을 상당한 정확도로 짚어냈고, 다른 종류의 유한한 자원의 생산에 대해서도 유용하다는 것이 알려졌다. 허버트 모델에 따르면, 유한 자원의 생산 속도는 시장의 압력과 생산 효율성에 따라 대략 로지스틱 분포 곡선을 보이게 된다고 한다. 현실 세계의 변수들을 고려한 다양한 변형된 형태의 로지스틱 모델이 존재한다. 각각의 변형된 모델은 특정 분야에만 적용되지만, 허버트 곡선의 핵심인 생산이 증가하다 감소한다는 점은 변하지 않는다.
케네스 데파이스(Kenneth S. Deffeyes)나 매튜 시먼스(Mattew Simmons)와 같은 석유 산업 전문가들은 현대 교통, 농업, 산업 시스템이 싸고 쉽게 구할 수 있는 석유에 과도하게 의존하기 때문에 결국 석유 생산이 감소하고 유가가 심각하게 상승해 세계 경제에 부작용을 가져올 것이라고 믿고 있다. 이런 부정적인 영향의 심각성에 대해서는 전문가들의 예측이 갈린다.
생산 정점의 위협에 미리 대응하지 않고, 높은 유가와 석유의 부족에 직면해서만 정치 경제적 변화가 이뤄진다면, 석유 수입 국가에 미치는 경제적 타격은 석유 수입이 얼마나 빨리 감소 하느냐에 달려있다. 석유 수출국 모델에 따르면 생산 정점 이후에 석유 수출국에서는 줄지 않는 국내 석유의 소비 때문에 수출량을 생산량보다 훨씬 빨리 줄이게 된다고 한다. 공급이 급작스럽게 줄게 되면 수요가 줄지 않는 이상 유가가 가파르게 올라가게 된다.
희망적인 예측에 따르면 전 세계적 생산 정점은 2020년 또는 그 이후에 찾아오지만, 이런 위기가 닥치기 전에 대체 연료에 대한 막대한 투자를 통해 석유 소비에 의존하는 사람들의 라이프스타일을 크게 바꾸지 않아도 될 것이라고 한다. 이런 모델에 따르면 유가는 먼저 상승한 다음, 사람들이 다른 대체 연료 및 에너지원을 쓰게 되면서 감소하게 된다고 한다. 비관적인 예측에서는 이미 석유 생산 정점이 나타나고 있다는 전제 아래 의견을 펴거나, 정점이 곧 올 것이라 주장하고 있다. 이런 주장을 하는 사람들은 석유 절약이 필수적이므로, 전 세계적 불황이 닥칠 것이며, 세계 경제에 다양한 피드백 메카니즘의 연쇄 반응을 일으켜 전 세계의 산업 문명의 붕괴를 가속화해 짧은 시간 동안 많은 인구 감소를 가져올 수도 있을 것이라고 말한다. 2008년 상반기에 있었던 전 세계의 경기침체는 기록적 유가에 의해 악화되기도 했다.

## 석유 수요

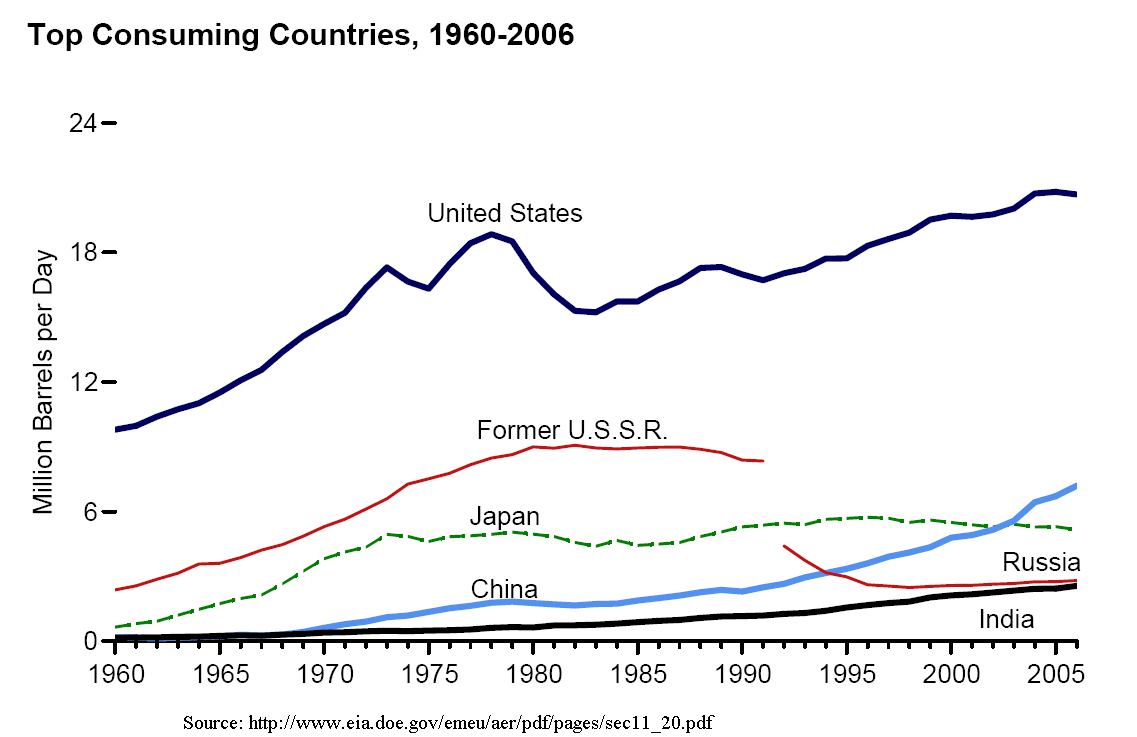
1960-2006 기간 중 석유 최대 소비 국가

일일 석유 소비량은 1980년 6천3백만 배럴부터 2006년 8천5백만 배럴로 증가했다

석유 생산 정점의 수요 측면은 석유의 소비 증가와 관련되어 있다. 전 세계 원유 수요는 1994년부터 2006년까지 연간 1.76%씩 증가해왔으며, 심지어 2003년과 2004년 사이에는 3.4% 증가하기도 했다. 2030년의 세계적 석유 수요는 운송 부문의 수요 증가로 인해 2006년에 비해 37% 증가할 것으로 전망된다. (118 Mbbl에서 86 Mbbl로 증가) 에너지 정책 저널에서는 (공급 감소로 인해 심각한 불황이 생기지 않는 한) 석유 수요량은 2015년에 공급량을 초과할 것으로 예측한다.
에너지는 주로 운송과 주거, 상업, 산업 등의 4가지 부문에서 많이 사용된다. 운송 부문은 가장 에너지를 많이 사용하는 부문이며, 최근 수십년간 수요가 가장 크게 증가한 부문이기도 하다. 이런 수요량의 증가는 많은 부분 내연기관을 이용한 개인용 차량의 증가에서 비롯되었다. 운송 부문은 역시 최대 석유 소비 속도를 자랑하는데, 허쉬 리포트에 따르면 미국에서는 2006년동안 약 68.9%의 석유가, 전 세계적으로는 55%의 석유가 운송 부문에서 소비되었다. 따라서 운송 부문은 석유 생산 정점의 영향을 줄이는데 있어 핵심적인 부문이다.
지역별로 살펴보면 개발도상국에서의 수요가 가장 빠르게 증가하고 있기는 하지만, 원유를 가장 많이 소비하는 나라는 미국이다. 1995년과 2005년 사이, 미국의 석유 소비는 하루에 1770만배럴에서 2070만 배럴로 증가해, 10년간 석유 소비가 약 300만배럴이 증가했다. 반면 중국은 같은 기간동안 하루에 340만 배럴에서 700만 배럴로 360만 배럴의 소비량이 증가했다.

미국 석유 생산은 1970년에 정점을 찍었다. 2005년에 석유 수입량은 생산량의 두 배에 이르렀다.

한 나라의 발전에 수반되는 산업화, 빠른 도시화, 높은 삶의 수준에 대한 욕구는 에너지의 소비를 증가시키고, 보통 이 에너지의 대부분은 석유에서 나온다. 빠르게 발전하고 있는 중국, 인도와 같은 나라는 이제 주요 석유 소비 국가로 떠오르고 있다. 중국의 석유 소비는 2002년부터 매년 8%씩 증가했고, 1996년과 2006년의 10년간 2배씩 증가했다. 전문가들은 중국의 5년 연속 10%가 넘는 경제성장에 힘입어 2008년에 중국 내 자동차 판매량이 15% 내지 20% 증가할 것으로 예상하고 있다. 중국이 단기간동안 지속된 성장을 할 것으로 예측되지만, 다른 한편에서는 중국의 수출지향경제는 임금과 가격 인플레이션 및 미국의 수요 감소로 인해 지속되지 않을 것이라는 전망을 내기도 한다. 인도의 석유 수입은 2020년에 2005년 수준의 세배 (5Mbbl)에 이를 것으로 전망된다.
국제 에너지 기구(IEA)는 2009년 1월 발표에서 석유 수요가 2008년에는 0.3%, 2009년에는 0.6% 감소할 것으로 예측했다. 석유 소비는 1982년-1983년 이후로 2년 연속 감소한 적이 없었다.
미국 에너지정보관리국(EIA)는 미국의 석유에 기반한 운송 연료 수요는 2008년에 7.1% 감소할 것으로 예측했고, 이는 "1950년 이후 가장 가파른 한 해 동안의 감소량"이라고 말했다. 에너지정보관리국은 미국의 가솔린 소비량은 바이오연료와 에너지 효율성에 대한 관심과 규제로 인해 2007년에 정점을 찍었다고 말했다.

국제 에너지 기구는 2010년의 일간 석유 수요가 160만 배럴로 증가할 것으로 예측하고 있다. 아시아 국가들, 그 중 특히 중국이 이 증가량의 상당 부분을 차지하고 있다. 중국 국립 석유 공사에 따르면, 중국의 석유 수요는 2009년에는 3.7% 증가했지만 2010년에는 5%까지도 증가할 수 있다고 한다.

## 각 나라의 석유 생산 정점

미국 본토의 석유 생산 및 허버트의 정점 예측값

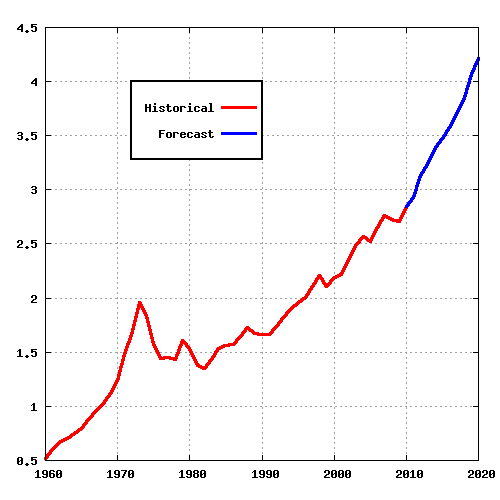
캐나다의 일반적인 석유 생산량은 1973년에 정점을 맞이했다, 하지만 오일 샌드 생산량은 2020년까지 상승할 것으로 예측되고 있다.

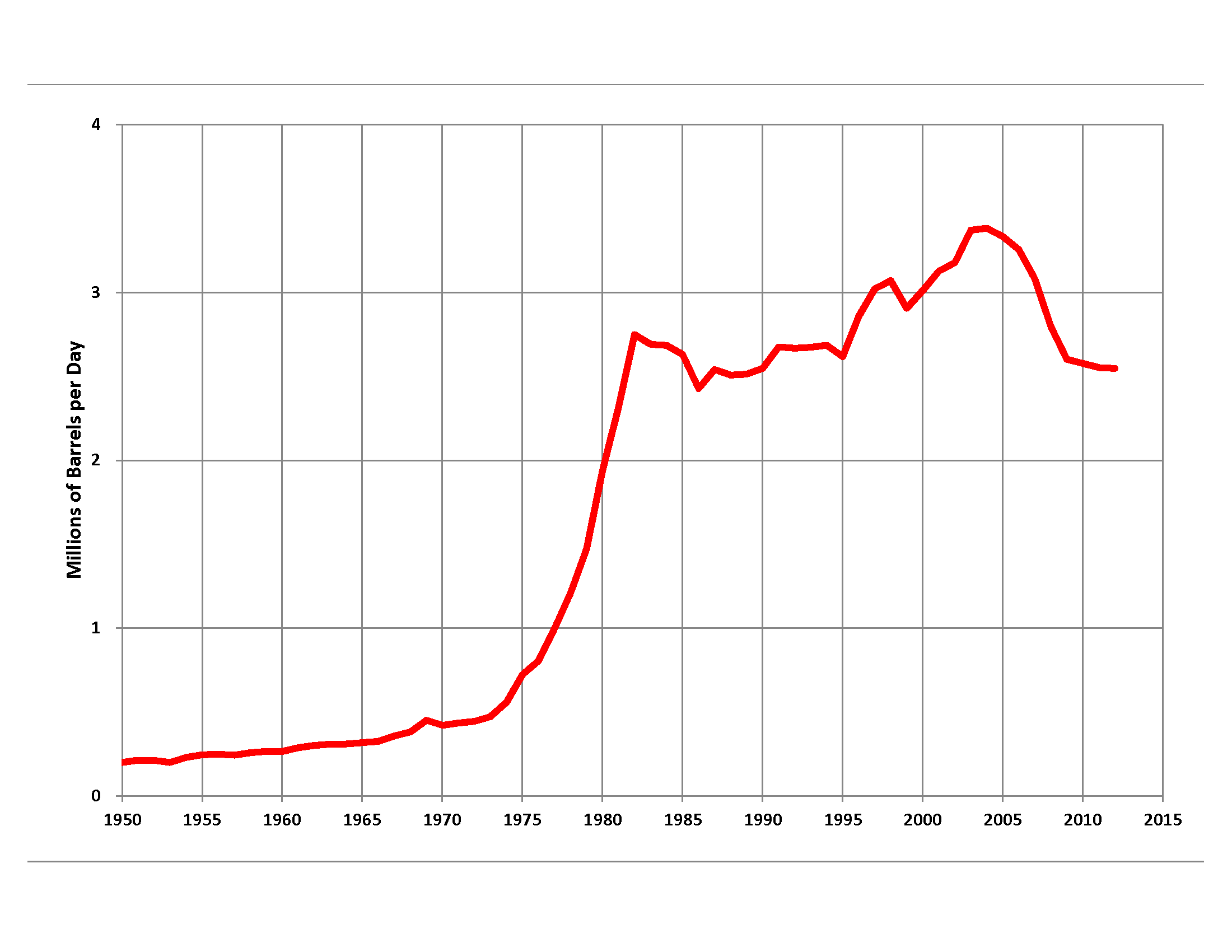
멕시코의 석유 생산은 2004년에 정점에 달했으며 현재 감소세를 보이고 있다.

석유 생산 정점의 개념은 전 세계의 석유 생산에 적용할 수 있는 개념이지만, 전 세계의 석유 생산량은 각 나라의 생산량을 더한 것이기에 각 나라의 석유 생산 정점을 살펴 보는 것도 의미있는 접근법이다. 국제 에너지 기구와 미국 에너지정보관리국에서 발표한 최신 데이터에서는 캐나다와 중국에서 석유 생산이 증가하고 있는 것으로 나타났지만, 월드워치 연구소는 48개의 산유국 중 33개의 나라에서 석유 생산이 감소하고 있다고 발표했다.
다음 목록은 중요한 산유국과 그 나라가 석유 생산 정점을 맞은 해를 대략적으로 보여주고 있다.
- 독일: 1966년
- 리비아: 1970년
- 베네수엘라: 1970년
- 미국: 1970년[30]
- 이란: 1974년
- 나이지리아: 1979년
- 트리니다드 토바고: 1981[31]
- 이집트: 1987년[32]
- 프랑스: 1988년
- 인도네시아: 1991년[33]
- 시리아: 1996년[34]
- 인도: 1997년
- 뉴질랜드: 1997년[35]
- 영국: 1999년
- 아르헨티나: 1999년[36]
- 콜럼비아: 1999년[36]
- 호주: 2000년[36] (ABARE의 2007년 보고서에서는 호주의 생산이 증가해 실제 생산 정점이 2009년에 올 것이라고 예측하기도 했다[37])
- 노르웨이: 2000년[38]
- 오만: 2000년[39]
- 멕시코: 2004년[40]
- 러시아: 2010년

다음 국가들은 아직 석유 생산 정점을 맞지 않았다. (이 수치는 예측값이며 바뀔 수도 있다.)
- 쿠웨이트: 2013년
- 사우디 아라비아: 2014년
- 이라크: 2018년

## 피크오일 반대론
2007년 12월 17일 한국석유공사는 "유가, 100불 시대 오는가"라는 특별보고서를 통해, 석유고갈론 또는 피크오일론은 넌센스라는 주장을 하였다. 40년 내 석유고갈론은 현재 확인 매장량 1조2천억 배럴을 연 300억 배럴인 현재의 생산량으로 나눈 수치인데, 비전통석유 7조 배럴 등이 고려되지 않은 것이며, 앞으로 100년 이상 석유고갈은 없다는 주장을 하였다.
2010년 6월 6일 LG경제연구소는 "석유 시장의 잠재적인 안전판 '비전통 석유'"라는 연구보고서를 통해, 비전통석유 9조 배럴이 존재하기 때문에, 원유 공급 부진을 다소 진정시킬 것이라고 주장했다. 국제에너지기구(IEA)에 따르면 생산된 것을 제외한 원유의 궁극 가채매장량(기존 발견 매장량에 발견 가능성이 있는 미발견 매장량을 합한 매장량)은 약 2.4조 배럴인 반면에, 비전통석유의 매장량은 약 8.5조~9조 배럴로 추정되는데, 이러한 비전통석유를 이용하면, 앞으로 증가하는 세계 석유 수요를 충분히 소화할 수 있다고 주장했다. 단순계산으로, 12조배럴을 연 300억 배럴로 나누면 400년이다.

## 같이 보기
- BP (기업)
- 두머
- 에너지 개발
- 셰일가스
- 2020년 주가 대폭락
- 2020년 러시아-사우디아라비아 유가 전쟁
- 역성장
- 수확 체감
- 생태경제학
- 효율적인 에너지 이용
- 석유 소비량에 따른 나라 목록
- 가채 석유 매장량에 따른 나라 목록
- 저탄소 경제
- 제본스의 역설

## 참고 문헌
1. ↑  
허버트, 매리온 킹 (1956년 6월). 《핵 에너지 및 화석 연료 '채굴 및 생산 방식'》 (PDF). 샌안토니오, 텍사스주: 쉘 석유 회사. 22-27쪽. 2008년 5월 27일에 원본 문서 (PDF)에서 보존된 문서. 2014년 11월 10일에 확인함.
2. ↑  Brandt, Adam R. (2007년 5월). “허버트 검증하기” (PDF). 《Energy Policy》 (Elsevier) 35 (5): 3074–3088. doi:10.1016/j.enpol.2006.11.004. 2011년 2월 18일에 원본 문서 (PDF)에서 보존된 문서. 2010년 6월 3일에 확인함.
3. ↑  
Gwyn, Richard (2004년 1월 28일). “과도한 석유 공급과 그에 대한 수요”. Toronto Star. 2008년 7월 13일에 원본 문서에서 보존된 문서. 2008년 7월 27일에 확인함.
4. ↑  
“캠브리지 에너지 연구원에서 석유 생산 정점 이론이 잘못되었다고 말해”. 《Energy Bulletin》 (Cambridge Energy Research Associates (CERA)). 2006년 11월 14일. 2006년 11월 28일에 원본 문서에서 보존된 문서. 2008년 7월 27일에 확인함.
5. ↑  Deffeyes, Kenneth S (2007년 1월 19일). “공지사항 - 위기 감시를 도와주세요”. Princeton University: Beyond Oil. 2008년 9월 14일에 원본 문서에서 보존된 문서. 2010년 6월 3일에 확인함.
6. ↑  
Zittel, Werner; Schindler, Jorg (2007년 10월). 《Crude Oil: The Supply Outlook》 (PDF). Energy Watch Group. EWG-Series No 3/2007. 2007년 12월 2일에 원본 문서 (PDF)에서 보존된 문서. 2008년 7월 27일에 확인함.
7. ↑  Cohen, Dave (2007년 10월 31일). “The Perfect Storm”. Association for the Study of Peak Oil and Gas. 2011년 7월 7일에 원본 문서에서 보존된 문서. 2010년 6월 3일에 확인함.
8. ↑  Kjell Aleklett, Mikael Höök, Kristofer Jakobsson, Michael Lardelli, Simon Snowden, Bengt Söderbergh (2009년 11월 9일). “The Peak of the Oil Age” (PDF). Energy Policy. 2011년 7월 26일에 원본 문서 (PDF)에서 보존된 문서. 2010년 6월 3일에 확인함.
9. ↑  
Koppelaar, Rembrandt H.E.M. (2006년 9월). 《World Production and Peaking Outlook》 (PDF). Peakoil Nederland. 2008년 6월 25일에 원본 문서 (PDF)에서 보존된 문서. 2008년 7월 27일에 확인함.
10. 1 2  Nick A. Owen, Oliver R. Inderwildi, David A. King (2010). “The status of conventional world oil reserves—Hype or cause for concern?”. 《Energy Policy》. doi:10.1016/j.enpol.2010.02.026.
11. ↑  
Bruno, Joe Bel (2008년 3월 8일). “Oil Rally May Be Economy's Undoing”. 《USA Today》. Associated Press. 2009년 7월 11일에 확인함.
12. ↑  
“세계 원유 수요 '37% 증가'”. BBC News. 2006년 6월 20일. 2008년 8월 25일에 확인함.
13. ↑  
“2007 International Energy Outlook” (PDF). United States Energy Information Administration. 2007년 5월. 2009년 7월 11일에 확인함. |장=이 무시됨 (도움말)
14. ↑  
“연간 에너지 리뷰 2008” (PDF). 미국 에너지 정보국. 2009년 6월 29일. DOE/EIA-0384(2008). 2009년 7월 11일에 확인함.
15. ↑  
“세계 오일 소비”. 미국 에너지 정보국. 2008년 7월 27일에 확인함.
16. ↑  
Wood, John H.; Long, Gary R.; Morehouse, David F. (2004년 8월 18일). “Long-Term World Oil Supply Scenarios: The Future Is Neither as Bleak or Rosy as Some Assert”. United States Energy Information Administration. 2008년 8월 4일에 원본 문서에서 보존된 문서. 2008년 7월 27일에 확인함.
17. ↑  “Domestic Demand for Refined Petroleum Products by Sector”. United States Bureau of Transportation Statistics. 2007년 9월 29일에 원본 문서에서 보존된 문서. 2010년 6월 3일에 확인함.
18. 1 2  
“국제 원유 소비 데이터(International Petroleum (Oil) Consumption Data)”. United States Energy Information Administration. 2007년 12월 20일에 확인함.
19. ↑  
《BP 에너지 통계 리뷰》 (PDF). BP. 2008년 6월. 2008년 7월 27일에 확인함.
20. ↑  
“오일 가격이 1배럴당 '200달러'에 이를 수 있다”. BBC News. 2008년 5월 7일. 2009년 7월 11일에 확인함.
21. ↑  
Mcdonald, Joe (2008년 4월 21일). “Gas guzzlers a hit in China, where car sales are booming”. USA Today. 2009년 7월 11일에 확인함.
22. ↑  
O'Brien, Kevin (2008년 7월 2일). “중국의 부정적 경제 전망”. Seeking Alpha. 2008년 7월 27일에 확인함.
23. ↑  
“중국과 인도: A Rage for Oil”. Business Week. 2005년 8월 25일. 2008년 7월 27일에 확인함.
24. ↑  
Goldstein, Steve (2009년 1월 26일). “IEA sees first two-year oil demand fall in 26 years”. The Wall Street Journal. 2009년 7월 11일에 확인함.
25. ↑  
Gold, Russell; Campoy (2009년 4월 13일). “Oil Industry Braces for Drop in U.S. Thirst for Gasoline”. The Wall Street Journal. 2009년 4월 21일에 확인함.
26. ↑  Alexander Kwiatkowski (2010-02-11). "IEA Raises 2010 Oil Demand Estimate on Recovery, Asia". Bloomberg News.
27. ↑  Baizhen Chua (2010-02-04). "China May Renew Record for Crude Oil Imports in 2010". Bloomberg.com.
28. ↑  《State of the World 2005: Redefining Global Security》. New York: Norton. 2005년 1월 1일. 107쪽. ISBN 0-393-32666-7. 이름 목록에서 |이름1=이(가) 있지만 |성1=이(가) 없음 (도움말)
29. ↑  출처 표시가 없다면 ABC TV's Four Corners에서 가져온 자료다.
30. ↑  http://www.eia.doe.gov/emeu/aer/txt/stb0501.xls
31. ↑  “Trinidad and Tobago Crude Oil Production by Year (Thousand Barrels per Day)”. Indexmundi.com. 2009년 11월 28일에 확인함.
32. ↑  “Egypt Crude Oil Production and Consumption by Year (Thousand Barrels per Day)”. Indexmundi.com. 2009년 11월 28일에 확인함.
33. ↑  “Indonesia Crude Oil Production and Consumption by Year (Thousand Barrels per Day)”. Indexmundi.com. 2009년 11월 28일에 확인함.
34. ↑  “Syrian Arab Republic Crude Oil Production and Consumption by Year (Thousand Barrels per Day)”. Indexmundi.com. 2009년 11월 28일에 확인함.
35. ↑  “New Zealand Crude Oil Production by Year (Thousand Barrels per Day)”. Indexmundi.com. 2009년 11월 28일에 확인함.
36. 1 2 3  (BP statistical workbook 2007)
37. ↑  Syed, Wilson, R. Sandu, S. Cuevas-Cubria, C. Clarke A. (2007, December). “Australian Energy: National and State Projections to 2029-30, ABARE Research Report 07.24” (PDF). Canberra: Prepared for the Australian Government Department of Resources, Energy and Tourism. 2009년 10월 1일에 원본 문서 (PDF)에서 보존된 문서. 2010년 6월 3일에 확인함.
38. ↑  “Helge Lund: - «Peak Oil» har kommet til Norge (Olje , Statoil)”. E24.no. 2008년 11월 7일에 원본 문서에서 보존된 문서. 2009년 11월 28일에 확인함.
39. ↑  “Oman Crude Oil Production and Consumption by Year (Thousand Barrels per Day)”. Indexmundi.com. 2009년 11월 28일에 확인함.
40. ↑  “Mexico says reform won't reverse oil woes fast”. Reuters. 2008년 7월 29일. 2008년 8월 8일에 확인함.
41. ↑  “Four Corners Broadband Edition: Peak Oil”. Abc.net.au. 2006년 7월 10일. 2009년 11월 28일에 확인함.